# Rue Meynadier (Cannes)
Pour les articles homonymes, voir rue Meynadier (homonymie).
La rue Meynadier est une voie de la commune française de Cannes dans le département des Alpes-Maritimes en région Provence-Alpes-Côte d'Azur.

## Situation et accès
Située dans les quartiers Centre-ville - Croisette et Le Suquet de Cannes, la rue Meynadier est une voie urbaine de communication dont la fonction est commerçante et résidentielle.
Rue piétonne relativement étroite, rectiligne et plane de 400 m, elle commence rue du Maréchal-Joffre dans le quartier Centre-ville - Croisette pour aboutir rue Saint-Antoine au pied de la colline du Suquet. Avec ses commerces de proximité et ses boutiques à l'attention des touristes se succédant au rez-de-chaussée des immeubles d'habitation, c'est l'une des rues les plus commerçantes de la ville.

## Origine du nom
Le nom de la rue Meynadier associe dans un même hommage la mémoire du lieutenant Théodore Meynadier, mort au champ d'honneur le 7 avril 1915 aux Éparges, et de son fils, le capitaine Roger Meynadier, résistant cannois mort le 13 octobre 1944, avant d'atteindre l'âge de 30 ans, à l'hôpital militaire du Val de Grâce. Vieille famille cannoise, les Meynadier demeuraient au numéro 2 de la rue Grande.

## Historique
Ouverte au XVIe siècle sous le nom de « Grand-Rue » avec pour fonction l'itinéraire pour Antibes, c'est l'une des plus anciennes rues de Cannes. Elle est nommée « rue Grande » par une délibération du Conseil municipal du 1er décembre 1933 puis « rue Meynadier » par une délibération du 22 mars 1945.

## Bâtiments remarquables et lieux de mémoire
Au numéro 9, se trouve un immeuble de caractère moderne construit en 1935 par l'architecte cannois César Cavallin pour Jean Ballauris, boucher-charcutier, à l'emplacement de l'ancienne auberge du Cheval Rouge. L'immeuble est inscrit à l'Inventaire général du patrimoine culturel de la région Provence-Alpes-Côte d'Azur dans le cadre de l'étude du patrimoine balnéaire de Cannes.
Au cours de son histoire elle a abrité, au numéro 16, le siège de la Conférence de Saint-Vincent-de-Paul, au numéro 20, le couvent et l'école des sœurs Saint-Thomas-de-Villeneuve entre 1859 et 1939, au numéro 43, la coutellerie Raina, le plus vieux magasin de Cannes.